# 양자와이어
양자와이어(Quantum wire) 또는 양자선은 중간보기적 물리학에서 양자 효과가 전송 특성에 영향을 미치는 전기 전도성 선이다. 일반적으로 이러한 효과는 나노미터 차원에서 나타나므로 나노와이어라고도 한다.

## 탄소 나노튜브
탄소나노튜브는 양자와이어의 한 예이다. 내부 산란(탄도 수송)을 나타내지 않을 만큼 충분히 짧은 금속성 단일벽 탄소 나노튜브는 컨덕턴스 양자 {\displaystyle 2e^{2}/h}의 2배에 가까운 컨덕턴스를 가진다. 2의 인자는 탄소 나노튜브가 2개의 공간 채널을 갖기 때문에 발생한다.
나노튜브의 구조는 전기적 특성에 크게 영향을 미친다. 주어진 (n,m) 나노튜브에 대해 n = m이면 나노튜브는 금속성이다. n − m이 3의 배수이면 나노튜브는 매우 작은 밴드 갭을 가진 반도체이고, 그렇지 않으면 나노튜브는 적당한(moderate) 반도체이다. 따라서 모든 안락의자(n = m) 나노튜브는 금속성이며 나노튜브(6,4), (9,1) 등은 반도체성이다.

## 같이 보기
- 양자 포인트컨택트
- 양자우물
- 퀀텀닷